# Kornis József
Tótváradi Kornis József (Arad, 1819. december 12. – Buda, 1868. november 6.) római katolikus plébános, 1848-as tábori lelkész, Kornis Károly ügyvéd testvérbátyja.

## Élete
Kornis József sóházi hivatalnok és Papp Julianna fia. 1843-ban szentelték fel miséspapnak. 1843-tól tanulmányi felügyelő volt Temesváron. Az aradi nemzetőrökkel együtt a délvidéki harcok résztvevője volt. 1848. november 10-én tábori lelkésznek nevezték ki az aradi táborhoz, 1849. február 20-án az V. hadtest lelkésze lett. Hadtestével előbb Arad, később pedig Temesvár ostromában vett részt. 1850-től 1865-ig gyoroki, azután arad-szenmártoni plébános volt.

## Írásai
Cikkei a Borászati Lapokban (1858. Ménesi aszubor készítés, 1859-61.); a Gazdasági Lapokban (1861 Borászat, tudósítás Gyorokról, Ártalmas-e az ó-bor, ha a hordó nincs tele?); a Falusi Gazdában (1862. Gyorok-Ménes vidéke, 1864. Észrevétel Hudelot szőlőrügyvetésére, Az 1864. május beköszöntése, 1865. Gazdasági tudósítások Aradmegyéből); a Székesfehérvári Borász-Csarnokban (1863. Okadatolás a Szőllész helyes elnevezésének, egyszersmind némi birálata a Kudar-féle pályakérdési feleletnek, Levelezés Gyorokról, Válasz Kudar urnak czáfolatára); a Kertészgazdában (1867. Miként lehet a verebeket a zöldséges ágyaktól elidegeníteni?)

## Munkája
- Egyházi beszéd, mely a csanádpüspöki megyébe kebelezett csermői templom felszerelése alkalmával mondatott 1854. május 28. Arad, 1854.